# AVH: Alien vs. Hunter
Pour plus de détails, voir Fiche technique et Distribution.
AVH: Alien vs. Hunter (en français : extraterrestre contre chasseur) est un film américain réalisé par Scott Harper, sorti en 2007. Il a été distribué par The Asylum. Comme les autres films de The Asylum, AVH est un « mockbuster », un film à petit budget fait pour capitaliser sur la popularité d’un film plus largement diffusé, en utilisant un dérivé de l’intrigue et du titre de ce dernier. En l’occurrence, AVH ressemble beaucoup à Aliens vs. Predator: Requiem (AVPR), un crossover entre les franchises de films Alien et Predator. Comme ce film, il traite d’une communauté de banlieue menacée par un combat entre deux êtres extraterrestres en guerre. AVH est sorti directement en DVD le 18 décembre 2007, une semaine avant la sortie en salle de AVPR, et a reçu une forte réaction négative de la part des critiques.

## Synopsis
Un journaliste nommé Lee Custler (William Katt) fait du jogging lorsqu’un objet volant passe derrière lui et s’écrase. Le shérif local Joel Armstrong (Collin Brock) vient le chercher et ils vont vérifier. Ils trouvent une caravane abandonnée près de l’endroit où l’objet s’est écrasé. Alors qu’ils découvrent l’objet et réalisent qu’il s’agit d’un vaisseau spatial, un Alien en émerge. L’Alien les poursuit, et Lee s’enfuit vers la voiture. Cependant Armstrong trébuche et tombe. Il est tué par l’Alien qui s’en va. Tammy, terrifiée, trouve Lee et ils appellent les autorités locales mais leur voiture est détruite par l’Alien. Ils courent jusqu’à un café où ils rencontrent Hillary, Javier, Figgus et Marcy qui ne les croient pas. Ensemble, ils retournent sur place où ils trouvent Garrison blessé et l’autre passager parti. Garrison dit que tout le monde est mort. L’Alien apparaît alors et tue Marcy. Tandis que les autres s’enfuient, l’Alien combat un chasseur ressemblant à un cyborg. Le petit groupe décide d’aller par les égouts chez Valentine, le chasseur local. Tous, à l’exception de Javier, qui est tué par l’Alien, se rendent chez Valentine et sa fille Freckle où ils appellent au secours une équipe paramilitaire locale. Valentine tente de tuer le Chasseur, il est presque tué à la place, mais il survit.
Le groupe se sépare alors : Valentine et Lee partent à la rencontre de la force paramilitaire tandis que Tammy, Hillary, Freckles, Garrison et Figgus tentent de s’échapper par un ensemble de tunnels. Garrison se perd dans les tunnels et est tué par l’Alien, mais les autres parviennent au vaisseau du chasseur, à leur grand désarroi. Là, ils trouvent un deuxième Alien qui est presque mort. Ils comprennent que pour se débarrasser du Chasseur, ils doivent tuer l’Alien et prendre un pistolet à rayons dans le vaisseau. Lee et Valentine rencontrent la force paramilitaire composée de Two Fingers, Marty et Styles, et ils vont retrouver T et Lexin qui sont dans les bois. Mais ceux-ci sont déjà morts. Le Chasseur tue Marty, et propulse Styles dans les airs juste à côté de l’Alien. L’Alien tue Styles et Valentine qui tentait de le sauver.
Les quelques survivants se rassemblent et essaient de penser à une stratégie. Figgus est empalé sur une branche et meurt. Two Fingers tente de tuer le Chasseur, qui le tue ainsi que Freckles. Mais juste au moment où il va tuer Hillary, Lee utilise le pistolet à rayons sur l’Alien, qui a failli le tuer quelques secondes auparavant, et le fait exploser en une boule de feu géante, ce qui le tue. Les trois survivants (Lee, Hilary et Tammy) retournent en ville. Le Chasseur, de retour sur son vaisseau, enlève son masque, révélant ainsi qu’il est un humain de la Terre et qu’ils sont sur une planète similaire à la Terre. Le film se termine alors qu’il commente la possibilité d’une deuxième chasse.

## Distribution
- William Katt : Lee
- Dedee Pfeiffer : Hilary
- Wittly Jourdan : Tammy
- Randy Mulkey : Valentine
- Jennifer Couch : Freckles
- Jason S. Gray : Garnison
- John Murphy Jr. : Figgus
- Kevin Kazakoff : « Two Fingers »
- Philip Bak : Javier
- Josh Tessier : Styles
- Matthew Bolton : Marty
- Collin Brock : le shérif Joel Armstrong
- Darbi Gwynn : Marcy
- Aaron Council : l’extraterrestre
- Rob Filson : le chasseur
- Josh Hornig : l’homme qui plante des fleurs

## Accueil

### Réception critique
Scott Foy de Dread Central l’a noté 0,5 sur 5 étoiles et l’a qualifié de « ni amusant ni excitant, ni effrayant, ni même si mauvais, c’est bon ». Foy a déclaré que des initiés de The Asylum lui avaient écrit, blâmant Harper pour les problèmes du film. Écrivant sur des films dont le thème principal est la chasse, l’auteur Bryan Senn l’a qualifié de « totalement lugubre à tous égards ».